# Dolmen von Montelirio
Der Dolmen von Montelirio liegt in Castilleja de Guzmán im Osten der Comarca El Aljarafe, bei Sevilla in Andalusien, Spanien.

## Beschreibung
Der Dolmen ist ein großes Tholosgrab auf dem höchsten Punkt über dem Fluss Guadalquivir, der sich in eine Bestattungslandschaft aus diversen megalithischen und nicht-megalithischen Begräbnissen einfügt. Ein 1998 bei Vermessungsarbeiten entdeckter Gang zeigte rote Pigmente auf den Schieferplatten der Innenwände, die sich als Zinnober herausstellten. Bei der späteren Ausgrabung wurden die Pigmente auch auf den menschlichen Überresten und vielen Grabbeigaben gefunden. Die Archäologen Leonardo García Sanjuán und David W. Wheatley führten eine Untersuchung der 2007 und 2008 gefundenen lithischen, keramischen und anthropologischen Materialien durch, die rund um den Dolmen von Montelirio bei 61 Bestattungen der Kupferzeit entdeckt wurden. Dabei entdeckten sie die Überreste eines reich bestatteten Individuums, das sie für einen „Häuptling“ in Montelirio hielten. In der Kammer davor waren 20 Individuen bestattet.
Die 14C-Daten für die Strukturen und einige Bestattungen ergaben, dass sie wahrscheinlich zwischen 2800 und 2700 gestorben waren. Die Homogenität der 14C-Daten macht es wahrscheinlich, dass sie in kurzem zeitlichem Abstand voneinander oder gar gleichzeitig bestattet wurden.
Bei der genetischen Untersuchung des „Häuptlings“ im Jahr 2021 stellte sich heraus, dass es sich bei dem Individuum um eine Frau handelte. Zwischen 3500 und 2500 v. Chr. gibt es kein vergleichbares Grab eines Mannes – die einzigen Gräber, die einen ähnlichen Reichtum aufweisen, sind die 20 Individuen, die in der „Großen Kammer“ des Dolmens von Montelirio bestattet wurden. Davon sind 15 Individuen ebenfalls weiblich.
Die Ausgrabungsfläche beträgt über 200 Quadratmeter. Der Zugang zu den Kammern ist etwa 32,0 Meter lang (drei Männer waren dort begraben). Die große Kammer hat einen Durchmesser von 4,75 Meter (darin waren die 19 Frauen begraben). Die dahinter liegende kleinere Kammer hat einen Durchmesser von 2,7 Metern und enthielt die Reste der „Elfenbeindame“.
Die Ausgrabungen haben 113 Pfeilspitzen, 17 Tierfiguren aus Elfenbein und zwei runde Altäre erbracht. Zu den Funden gehören auch Elemente aus Blattgold, ein geschnitzter Elefantenzahn und ein Stück Bernstein, das der Griff eines Dolches war.
Der Platz wurde zum Kulturgut von besonderem Interesse erklärt.
Der Zinnober, der an den Wänden, auf den Grabbeigaben und auf dem Boden zu finden war, wurde auf seine Provenienz untersucht. Im Gegensatz zu anderen kupferzeitlichen Zinnoberfunden in Spanien lassen sich die verwendeten Bleiisotopen nicht auf eine bekannte prähistorische Mine zurückführen.
Im nahen „Valencina de la Concepción“ liegt der bereits 1860 entdeckte Dolmen de la Pastora.

## Belege
1. 1 2  Leonardo García Sanjuán, Juan Manuel Vargas Jiménez, Luis Miguel Cáceres Puro, Manuel Eleazar Costa Caramé, Marta Díaz-Guardamino Uribe, Marta Díaz-Zorita Bonilla, Álvaro Fernández Flores, Víctor Hurtado Pérez, Pedro M. López Aldana, Elena Méndez Izquierdo, Ana Pajuelo Pando, Joaquín Rodríguez Vidal, David Wheatley, Christopher Bronk Ramsey, Antonio Delgado-Huertas, Elaine Dunbar, Adrián Mora González, Alex Bayliss, Nancy Beavan, Derek Hamilton, Alasdair Whittle: Assembling the Dead, Gathering the Living: Radiocarbon Dating and Bayesian Modelling for Copper Age Valencina de la Concepción (Seville, Spain). In: Journal of World Prehistory. Band 31, Nr. 2, Juni 2018, ISSN 0892-7537, S. 179–313, doi:10.1007/s10963-018-9114-2, PMID 29962659, PMC 5984651 (freier Volltext) – (springer.com [abgerufen am 1. April 2024]).
2. ↑  Marta Cintas-Peña, Miriam Luciañez-Triviño, Raquel Montero Artús, Andrea Bileck, Patricia Bortel, Fabian Kanz, Katharina Rebay-Salisbury, Leonardo García Sanjuán: Amelogenin peptide analyses reveal female leadership in Copper Age Iberia (c. 2900–2650 BC). In: Scientific Reports. Band 13, Nr. 1, 6. Juli 2023, ISSN 2045-2322, S. 9594, doi:10.1038/s41598-023-36368-x (nature.com [abgerufen am 1. April 2024]).
3. ↑  Javier Rodríguez, Ignacio Montero‐Ruiz, Mark Hunt‐Ortiz, Evangelina García‐Pavón: Cinnabar provenance of Chalcolithic red pigments in the Iberian Peninsula: A lead isotope study. In: Geoarchaeology. Band 35, Nr. 6, November 2020, ISSN 0883-6353, S. 871–882, doi:10.1002/gea.21810 (wiley.com [abgerufen am 1. April 2024]).

Koordinaten: 37° 24′ 35,3″ N, 6° 3′ 31,9″ W